# Anisotenes
Anisotenes es un género de polillas tortrícidas categorizado en la tribu Archipini, de la subfamilia Tortricinae. Fue descrito por Diakonoff en 1952.

## Especies
- Anisotenes acrodasys Diakonoff, 1952
- Anisotenes amphiloga Diakonoff, 1952
- Anisotenes axigera (Diakonoff, 1941)
- Anisotenes basalis (Diakonoff, 1941)
- Anisotenes bathygrapha Diakonoff, 1952
- Anisotenes cacotechna Diakonoff, 1952
- Anisotenes decora Diakonoff, 1952
- Anisotenes dracontodonta Diakonoff, 1952
- Anisotenes ellipegrapha Diakonoff, 1952
- Anisotenes fallax Diakonoff, 1952
- Anisotenes leucophthalma Diakonoff, 1952
- Anisotenes libidinosa Diakonoff, 1952
- Anisotenes oxygrapta Diakonoff, 1952
- Anisotenes phanerogonia Diakonoff, 1952
- Anisotenes pyrra Diakonoff, 1952
- Anisotenes schizolitha Diakonoff, 1952
- Anisotenes scoliographa Diakonoff, 1952
- Anisotenes spodotes Diakonoff, 1952
- Anisotenes stemmatostola Diakonoff, 1952
- Anisotenes uniformis (Diakonoff, 1941)